# HOOP
HOOP（フープ）は、かつて日本文化出版が発行していた、NBAを中心とした海外バスケットボール専門誌である。2016年9月号の発行を以って休刊となった。

## 概要
これまでバスケットボールを総合的に扱ってきた月刊バスケットボール（月バス）から、NBA専門誌として1989年10月に創刊。これにより月バスは国内中心となった。毎月25日発売。
NBAのみならず、「月刊Dリーグ」と題してNBAデベロップメント・リーグ情報、さらにNCAA記事も掲載していた。シーズン開幕前にはイヤーブックを増刊号として発売。2006年バスケットボール世界選手権の際にはガイド号も発売された。